# Ablattaria
Ablattaria (лат.) — род жуков из семейства мертвоедов. Все они хищники брюхоногих моллюсков. Все виды рода обладают половым диморфизмом.

## Описание
Жуки коричневой до темно-коричневой или чёрной окраски длиной тела от 9 до 19 мм. Голова удлинённая и уплощенная. Крупные выпуклые глаза располагаются по боками головы. Усики булавовидные, их расширенная часть образованна 9–11 члениками. Щиток небольшой, сердцевидной формы.

## Классификация
Сестринскими родами считают Phosphuga и Silpha, некоторые авторы рассматривают в ранге подрода рода Silpha. В состав рода включают следующие виды:
- Ablattaria arenaria (Kraatz, 1876)
- Ablattaria cribrata (Ménétries, 1832)
- Ablattaria laevigata (Fabricius, 1775)
- Ablattaria subtriangula Reitter, 1905

## Распространение
Встречаются в Европе, Малой Азии, на Ближнем Востоке, Закавказье, Иране и юго-западном Туркменистане.